# Elvis Kafoteka
Elvis Kafoteka (* 17. Januar 1978 in Lilongwe) ist ein Fußballspieler aus Malawi, der gegenwärtig für den Meister Ruandas APR FC spielt. Der Abwehrspieler ist außerdem Mitglied der malawischen Fußballnationalmannschaft.

## Karriere
Kafoteka spielte unter anderem bei Civo United und unterschrieb im Jahre 2008 einen Vertrag bei den Hong Kong Rangers. Nach einem halben Jahr für die Hong Kong Rangers kehrte er nach Malawi zurück und wurde von Super ESCOM verpflichtet. Er spielte zwei Jahre für Super ESCOM und schloss sich im Januar 2010 dem ruandischen Meister APR FC an.